# ОШ „Вук Караџић” Витошевац
ОШ „Вук Караџић” у Витошевцу је једна од установа основног образовања на територији општине Ражањ.
Школа у Витошевцу основана је 1864. године. Током свог постојања школа је пролазила кроз различите периоде и изазове, али је успела да се одржи и образује на хиљаде ђака и тако допринесе свеопштем развоју овог краја. Школа представља стуб образовања и васпитања за све људе овога краја и централну институцију од највећег поверења. Школу тренутно похађа 203 ученика распоређених у 19 одељења.
Поред централне осмогодишње школе у Витошевцу у њеном саставу су и седам издвојених одељења и то: осмогодишња школа у Новом Брачину, четвороразредна одељења у Пардику, Подгорцу, Смиловцу, Скорици, Претрковцу и Старом Брачину.